# HD 31675
HD 31675，又名BD+66 370，SAO 13344、HR 1594，是一颗恒星，视星等为6.19，位于銀經144.19，銀緯15.03，其B1900.0坐标为赤經4h 52m 42.2s，赤緯+66° 15.03′ 59″。